# Records du Chili d'athlétisme
Les records du Chili d'athlétisme sont les meilleures performances réalisées par des athlètes chiliens et homologuées par la Fédération chilienne d'athlétisme (FEDACHI).

## Plein air

### Hommes
| Épreuve               | Record | Athlète                                                                       | Date             | Compétition                            | Lieu            | Réf.   |
| --------------------- | --- | ----------------------------------------------------------------------------- | ---------------- | -------------------------------------- | --------------- | ------ |
| 100 m                 | 10 s 10 (+2,0 m/s) | Sebastián Keitel                                                              | 26 avril 1998    |                                        | São Leopoldo    |        |
| 100 m                 | 10 s 10 (+1,0 m/s) | Sebastián Keitel                                                              | 17 juillet 1998  | Championnats ibéro-américains          | Lisbonne        | [ 1 ]  |
| 200 m                 | 20 s 15 (+0,4 m/s) | Sebastián Keitel                                                              | 17 mai 1998      | Orlando Guaita                         | Santiago        |        |
| 400 m                 | 45 s 92 | Ricardo Roach                                                                 | 21 mars 1998     |                                        | Santiago        |        |
| 800 m                 | 1 min 45 s 75 | Pablo Squella                                                                 | 12 août 1990     | Adriaan Paulen Memorial                | Hengelo         |        |
| 1 500 m               | 3 min 37 s 82 | Carlos Díaz                                                                   | 3 juin 2016      | Meeting Iberoamericano de Atletismo    | Huelva          | [ 2 ]  |
| 3 000 m               | 7 min 53 s 37 | Carlos Díaz                                                                   | 11 juillet 2015  | Meeting d'athlétisme de Madrid         | Madrid          | [ 3 ]  |
| 5 000 m               | 13 min 23 s 68 | Mauricio Díaz                                                                 | 14 juillet 2001  | KBC Night of Athletics                 | Heusden-Zolder  | [ 4 ]  |
| 10 000 m              | 27 min 58 s 97 | Carlos Díaz                                                                   | 20 mai 2023      | Night of the 10,000m PB’s              | Londres         | [ 5 ]  |
| Semi-marathon         | 1 h 1 min 32 s | Carlos Díaz                                                                   | 17 octobre 2020  | Championnats du monde de semi-marathon | Gdynia          | [ 6 ]  |
| Marathon              | 2 h 08 min 04 s | Carlos Díaz                                                                   | 18 février 2024  | Marathon de Séville                    | Séville         | .      |
| 110 m haies           | 13 s 57 (+2,0 m/s) | Martín Sáenz                                                                  | 13 avril 2024    | Torneo Carlos Strutz                   | Santiago        | [ 8 ]  |
| 400 m haies           | 49 s 62 A | Alfredo Sepúlveda                                                             | 7 juin 2018      | Jeux sud-américains                    | Cochabamba      | [ 9 ]  |
| 3 000 m steeple       | 8 min 28 s 99 | Emilio Ulloa                                                                  | 8 août 1984      | Jeux olympiques                        | Los Angeles     | [ 10 ] |
| Saut en hauteur       | 2,22 m A | Felipe Apablaza                                                               | 3 juin 2001      |                                        | Cochabamba      |        |
| Saut à la perche      | 5,50 m | Thomas Riether                                                                | 28 mai 1992      |                                        | Tallahassee     |        |
| Saut en longueur      | 8,08 m (+1,9 m/s) | Daniel Pineda                                                                 | 21 avril 2012    | Championnats nationaux                 | Santiago        |        |
| Triple saut           | 16,74 m (+1,2 m/s) | Álvaro Cortez                                                                 | 26 mars 2017     | Torneo Correa Letelier                 | Santiago        | [ 11 ] |
| Lancer du poids       | 21,14 m | Marco Antonio Verni                                                           | 29 juillet 2004  |                                        | Santiago        |        |
| Lancer du disque      | 67,29 m | Claudio Romero                                                                | 20 avril 2024    | LSU Alumni Gold                        | Baton Rouge     | [ 12 ] |
| Lancer du marteau     | 77,70 m | Humberto Mansilla                                                             | 20 mai 2021      |                                        | Temuco          | [ 13 ] |
| Lancer du javelot     | 78,69 m | Ignacio Guerra                                                                | 1er avril 2011   | Florida Relays                         | Gainesville     | [ 14 ] |
| Décathlon             | 8 065 pts | Gonzalo Barroilhet                                                            | 19–20 avril 2012 | ACC Championships                      | Charlottesville | [ 15 ] |
| Décathlon             | 10 s 99 (+0,8 m/s) (100 m), 6,96 m (0,0 m/s) (longueur), 14,34 m (poids), 2,06 m (hauteur), 50 s 84 (400 m) / 14 s 14 (+0,2 m/s) (110 m haies), 45,22 m (disque), 5,30 m (perche), 54,70 m (javelot), 4 min 49 s 19 (1 500 m) |                                                                               |                  |                                        |                 |        |
| 20 km marche (route)  | 1 h 21 min 13 s | Yerko Araya                                                                   | 11 février 2018  | Championnats d'Océanie du 20 km marche | Adelaide        | [ 16 ] |
| 20 000 marche (piste) | 1 h 20 min 47 s 2 | Yerko Araya                                                                   | 5 juin 2011      | Championnats d'Amérique du Sud         | Buenos Aires    | [ 17 ] |
| 35 km marche (route)  | 2 h 43 min 38 s | Yerko Araya                                                                   | 1er avril 2017   |                                        | Arica           | [ 18 ] |
| 50 km marche (route)  | 3 h 58 min 54 s | Edward Araya                                                                  | 6 mars 2016      |                                        | Ciudad Juárez   | [ 19 ] |
| 4 × 100 m             | 39 s 49 | Équipe nationale Sebastián Keitel Juan P. Faúndez Ricardo Roach Rodrigo Roach | 11 juin 2000     |                                        | São Paulo       |        |
| 4 × 400 m             | 3 min 6 s 34 A | Équipe nationale Hernán Hevia Alejandro Krauss Pablo Squella Carlos Morales   | 8 août 1989      | Championnats d'Amérique du Sud         | Medellín        | [ 20 ] |

### Femmes
| Épreuve                 | Record | Athlète                                                                                     | Date                                   | Compétition                                        | Lieu                | Réf.   |
| ----------------------- | --- | ------------------------------------------------------------------------------------------- | -------------------------------------- | -------------------------------------------------- | ------------------- | ------ |
| 100 m                   | 11 s 19 A (-1,2 m/s) | Isidora Jiménez                                                                             | 6 juin 2018                            | Jeux sud-américains                                | Cochabamba          | [ 21 ] |
| 200 m                   | 22 s 95 (+1,2 m/s) | Isidora Jiménez                                                                             | 23 juillet 2015                        | Jeux panaméricains                                 | Toronto             | [ 22 ] |
| 400 m                   | 51 s 07 | Martina Weil                                                                                | 16 juillet 2023                        | Mémorial Kamila Skolimowska                        | Chorzów             |        |
| 800 m                   | 2 min 0 s 20 | Alejandra Ramos                                                                             | 3 septembre 1990                       |                                                    | Jerez               |        |
| 1 500 m                 | 4 min 13 s 07 | Alejandra Ramos                                                                             | 15 septembre 1990                      | Championnats ibéro-américains                      | Manaus              |        |
| 3 000 m                 | 9 min 13 s 73 | Josefa Quezada                                                                              | 17 mars 2022                           | Campeonato Nacional de Medio Fondo y Fondo         | Concepción          | [ 23 ] |
| 5 000 m                 | 15 min 51 s 45 | Érika Olivera                                                                               | 20 mai 2000                            | Championnats ibéro-américains                      | Rio de Janeiro      |        |
| 10 000 m                | 33 min 23 s 12 | Érika Olivera                                                                               | 30 novembre 1996                       |                                                    | Concepción          |        |
| Semi-marathon           | 1 h 11 min 54 s | Érika Olivera                                                                               | 10 septembre 2000                      |                                                    | Santiago            |        |
| Marathon                | 2 h 32 min 23 s | Érika Olivera                                                                               | 18 avril 1999                          | Marathon de Rotterdam                              | Rotterdam           |        |
| 100 m haies             | 13 s 30 (+0,4 m/s) A | Francisca Guzmán                                                                            | 11 mai 2003                            |                                                    | Cochabamba          |        |
| 400 m haies             | 57 s 68 | Javiera Errázuriz                                                                           | 22 février 2014                        |                                                    | Santiago            | [ 24 ] |
| 3 000 m steeple         | 10 min 39 s 82 | Ingrid Galloso                                                                              | 7 septembre 2008                       | Championnats d'Amérique du Sud des moins de 23 ans | Lima                | [ 25 ] |
| Saut en hauteur         | 1,80 m 1,80 m A | Alejandra Chomalí Kerstin Weiss                                                             | 28 août 1994 3 juin 2001 1er juin 2005 | Torneo Mario Paz Biruet                            | Santiago Cochabamba |        |
| Saut à la perche        | 4,30 m | Carolina Torres                                                                             | 9 août 2003                            | Jeux panaméricains                                 | Saint-Domingue      |        |
| Saut en longueur        | 6,60 m (+0,9 m/s) | Macarena Reyes                                                                              | 2 juin 2012                            | Campeonato Metropolitano                           | Santiago            | [ 26 ] |
| Triple saut             | 13,40 m (+1,8 m/s) | Norka Moretic                                                                               | 23 juillet 2016                        | Championnats du monde juniors                      | Bydgoszcz           | [ 27 ] |
| Lancer du poids         | 18,80 m | Natalia Duco                                                                                | 6 août 2012                            | Jeux olympiques                                    | Londres             |        |
| Lancer du disque        | 61,10 m | Karen Gallardo                                                                              | 2 août 2015                            |                                                    | Castellón           | [ 28 ] |
| Lancer du marteau       | 69,70 m | Mariana García                                                                              | 20 mai 2021                            |                                                    | Temuco              | [ 29 ] |
| Lancer du javelot       | 54,94 m | María Paz Ríos                                                                              | 18 février 2018                        | Meeting de Lanzamientos                            | Santiago            | [ 30 ] |
| Heptathlon              | 5 399 pts | Carolina Castillo                                                                           | 14–15 mars 2014                        | Jeux sud-américains                                | Santiago            | [ 31 ] |
| Heptathlon              | 13 s 75 (+0,1 m/s) (100 m haies), 1,69 m (hauteur), 10,71 m (poids), 25 s 16 m (-1,5 m/s) (200 m) / 5,75 m (-0,5 m/s) (longueur), 32,50 m (javelot), 2 min 22 s 00 (800 m) |                                                                                             |                                        |                                                    |                     |        |
| 20 km marche (route)    | 1 h 41 min 01 s | Marcela Pacheco                                                                             | 3 avril 2004                           |                                                    | Los Ángeles         |        |
| 20 000 m marche (piste) | 1 h 40 min 56 s 9 | Anastasia Sanzana                                                                           | 19 mai 2018                            |                                                    | Temuco              | [ 32 ] |
| 50 km marche (route)    | 5 h 12 min 05 s | Anita Rico                                                                                  | 21 avril 2019                          | Coupe panaméricaine de marche                      | Lázaro Cárdenas     |        |
| 4 × 100 m               | 44 s 19 | Équipe nationale Anais Hernández Martina Weil Isidora Jiménez Maria Montt                   | 2 novembre 2023                        | Jeux panaméricains                                 | Santiago            | [ 33 ] |
| 4 × 400 m               | 3 min 31 s 24 | Équipe nationale Isidora Jiménez María José Echeverría María Fernanda Mackenna Martina Weil | 11 mai 2019                            | Relais mondiaux                                    | Yokohama            | [ 34 ] |